# Spargelspinne

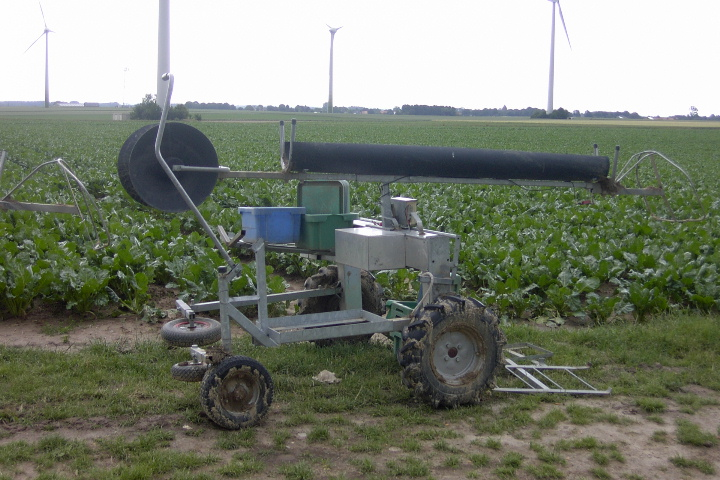
Spargelspinne

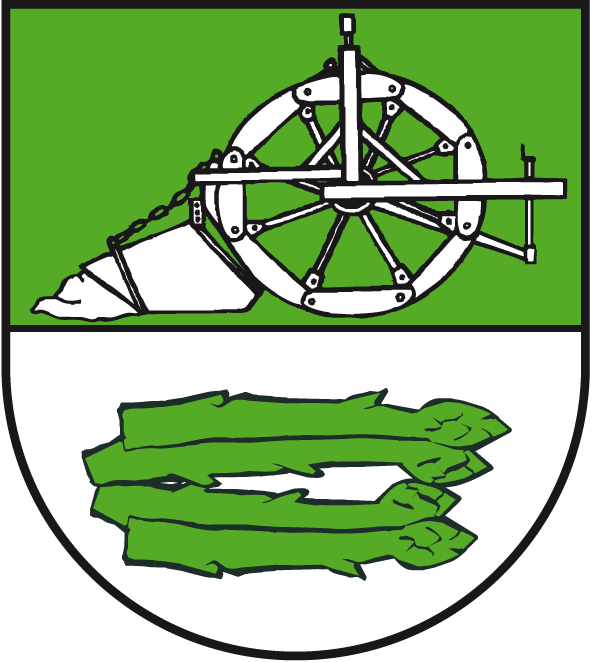
Wappen mit Spargelspinne

Eine Spargelspinne ist eine Erntehilfsmaschine bei der Spargelernte, die das kontinuierliche Abernten von Spargeldämmen unter Folie ermöglicht. Die Bezeichnung unterliegt einem Bedeutungswandel, da ursprünglich unter Spargelspinne eine von Pferden gezogene Maschine zum Anhäufeln der Spargeldämme verstanden wurde.
Eine Spargelspinne besteht aus einem Wagen auf vier Rädern, der langsam über den Spargeldamm fährt. Dabei wird die Thermofolie vor der Spinne angehoben, über den Rohrrahmen des Wagens auf etwa 1,2 m Höhe geführt und nach maschineller Glättung des Damms hinter der Spinne wieder auf den Spargeldamm aufgelegt. Währenddessen kann der Spargelstecher unter der Folie kontinuierlich den Spargel ernten. Je nach Modell sind seitliche Sitze mit Brustlehnen für zwei Erntearbeiter verfügbar, die ein Spargelstechen im Sitzen ermöglichen.
Der Antrieb der Spinne erfolgt über einen akkubetriebenen Elektromotor mit etwa einer Tageskapazität oder über einen Verbrennungsmotor. Der Spargelstecher kann die Geschwindigkeit der Spinne einstellen und diese mittels eines Seilzuges in Gang setzen bzw. anhalten. Je Hektar werden etwa zwei Spargelspinnen benötigt.

## Darstellungen
Im Wappen der ehemaligen Gemeinde Cobbel, heute ein Stadtteil von Tangerhütte, ist eine historische Spargelspinne abgebildet.